# DFSグループ
DFS (または「DFSグループ」) は、世界をリードするラグジュアリートラベルリテーラーである。1960年に香港で創業し、現在では世界の主要な18の空港で免税店、14都市でギャラリア店を構える他、提携先やリゾート地においても店舗を運営している。DFSグループの主要株主は、ラグジュアリーコングロマリットであるLVMH（モエ・ヘネシー・ルイヴィトン）及びDFS共同創業者のロバート・ミラーであり、株式非公開である。2012年には、2億人以上がDFSストアに来店した。DFSグループの従業員数は9,000名以上で、香港に本社があり、ハワイ、ロサンゼルス、上海、シンガポール、そして東京にオフィスを構えている。

## 沿革
1960年、まだ免税でのショッピング自体が黎明期であったが、アメリカ人のチャック・フィーニー(1931-2023)とロバート・ミラー（Robert Miller）が香港にツーリストインターナショナル（Tourist International）（後のDuty Free Shoppers DFS）を設立。第二次世界大戦後にボーイング707やダグラスDC-8などのジェット機による海外旅行が大きく伸びたことを背景に、兵士らの購買力の増大とアジアからの海外旅行者の勃興を予期していたのである。
その後、数十年間に渡りDFSは、日本人（1960年代-1980年代）、韓国人（1990年代-2000年代）、中国人（2000年代-2010年代）と、アジア人旅行者の海外への渡航という気運の高まりに対して投資を行い、まず空港にストアを開設した後に、旅行者がよりゆったりとした時間の中で買い物ができ、搭乗前に買い求めた商品が届くようなストアをホノルルやグアム、香港やシンガポールなどの都市の繁華街でも展開した。
1996年にLVMHはチャック・フィーニーの株式を買い上げDFSグループの過半数の株式を取得。これによりトラベルとラグジュアリーという2つの要素を統合することに新たな重点を置くことになる。DFSはマーチャンダイジング戦略として、5つの柱であるファッション＆アクセサリー、化粧品＆フレグランス、ウォッチ＆ジュエリー、ワイン、スピリッツ＆タバコ、フード＆ギフトを中心に展開。さらに新キャッチフレーズとして「トラベラーのためのラグジュアリーショッピング　ワールド」を採用している。
また、毎年「マスターズ　シリーズ」を主催し、ガラスタイルのイベントで全てのカテゴリーから選りすぐりの商品を紹介する。ラグジュアリーの祭典として、一流ブランドの代表者や優良顧客、メディア、業界アナリストなどが招かれている。
2013年に、DFSは、市中のギャラリアストアを「T ギャラリア」として新たなブランディングを展開し、地元のサプライヤーと協働して「デスティネーション」を意識した製品を増やす空港向けローカリゼーション戦略に移行した。これは、国際空港の世界でも積極的な役割を担うことになり、航空業界とその関係者間の協力関係並びに政府や国際的な組織との協働体制も強化されることになる。
DFSグループ会長兼CEOであり、LVMHの執行委員会のメンバーも務めるフィリップ・シャウス（Philippe Schaus）は、2011年にマーチャンダイジング＆マーケティングのグループ　プレジデントとしてDFSに参加後、2012年に現職に任命された。

## 創業者
創業者のひとり、チャック・フィーニーは1931年、ニュージャージー州エリザベスに生まれた。アイルランド系移民の労働者家庭で育ち、アメリカ空軍兵士として朝鮮戦争に従軍し、日本に駐屯。1956年コーネル大学ホテル学科卒業後、フランスに渡り、地中海に遠征中のアメリカ海兵隊員に免税酒を売る仕事を始めた。
帰国後ミラーとDFS社設立。1960年代-1970年代の日本の海外旅行ブームに乗じ、莫大な利益を上げる。億万長者の生活を享受するうち、家庭不和をきっかけに金満生活に疑問を抱き、1982年に慈善活動の財団をバミューダに2つ設立し、ほとんどの資産をこれらの財団に移す（離婚した妻に6000万ドルと財団の一部権利を譲渡）。
1996年にLVMHにDFS社を売却した際には。売却益から2600万ドルを長年勤務してくれた従業員2400人に分け与えた。両財団とも現在もDFSグループから配当を得ており、篤志家として財団を通してアイルランドやアメリカの大学や研究施設に莫大な寄付を行なった。その一方、フィーニー自身は質素な暮らしぶりで知られており、車も家も持たず、借家に住み、地下鉄やタクシーを利用する生活をしていた。2度結婚し、5人の子供がいる。
2023年10月9日、カリフォルニア州サンフランシスコにて92年の生涯を終えた。生涯に社会に寄附した額は約80億ドル（死去時点の為替レート換算で約1兆2千億円）であった。
もう一人の創業者ロバート・ミラー(Robert Warren Miller)は1933年マサチューセッツ州クィンシーの中流家庭に生まれ、コーネル大学卒業後、フィーニーとDFS社を設立。DFS社売却後も31％の株を所有する主要株主である。フィーニーとは対照的に吝嗇化で強欲として知られ、ロンドン・パリ・ニューヨーク・ホンコンなど世界各地に家を持ち、ヨットに親しむなど、DFSから上納された配当金で贅沢で華美な生活を顕示している。3人の娘たちは「ミラー家三姉妹」と呼ばれるセレブリティで、長女ピアは石油王ジャン・ポール・ゲティの孫と、次女マリー・シャンタルはギリシャ王室のパウロス王太子と、三女アレクサンドラはドイツ貴族の血を引く父親とデザイナーのダイアン・フォン・ファステンバーグの息子とそれぞれ結婚した。現在ミラーはイギリス在住。1973年から自らの投資会社も経営しており、イギリス屈指の資産家として暮らしている。

## 主な顧客
設立当初より現在に至るまで日本人観光客を主なターゲットとする。そのために殆どの店舗で日本語の表示がされている上に、日本語を話せる店員を置いているが、近年では台湾、ロシア、中華人民共和国、香港などの新興国の顧客も増加している。
旅行会社との間に強力な関係を構築することで、多数のツアー客を店舗に呼び込むことに成功している。これらの客は、自分自身用、そして土産用として多くの買い物をしている。

## 商品の傾向
主にLVMH傘下の高級ブランドとファッションブランド、お土産品や特産品を販売している。香港やシンガポールなど輸入関税が免除されるエリアでは、他の店舗と同様に商品を販売し、酒やたばこなどが課税対象となるエリアではそれらの商品を免税で、それ以外の商品を非免税品として販売する（国や地域により異なる）。

## 日本法人
- 沖縄ディーエフエス株式会社 - 沖縄県那覇市
- 株式会社JAL-DFS - 千葉県成田市 (合弁事業 DFSホールディングス 40% : JALUX 60%)

## 主な店舗所在地

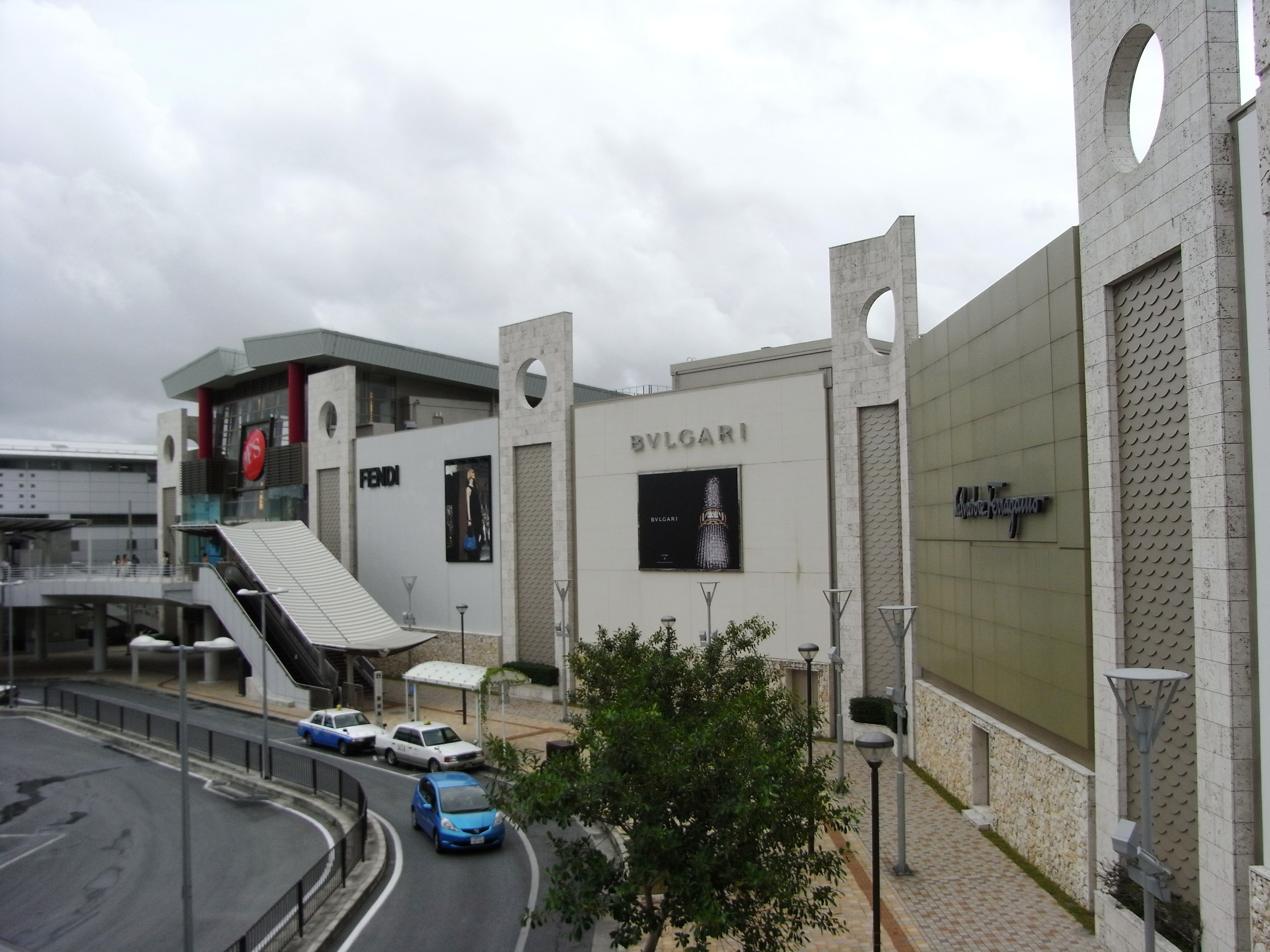
DFSギャラリア・沖縄

- 東京 成田国際空港第2ターミナル「ナリタ5番街」など JAL-DFS ※JALグループとのジョイントベンチャー
- 那覇 DFSギャラリア・沖縄
- 香港
- マカオ
- 海南
- シンガポール
- アブダビ
- ニューヨーク ジョン・F・ケネディ国際空港
- シドニー
- オークランド
- パリ サマリテーヌ百貨店

## 主な取り扱いブランド
店舗により異なる。
- フェンディ
- ロエベ
- クリスチャン・ディオール
- タグ・ホイヤー
- ダンヒル
- グッチ
- エルメス
- サルヴァトーレ・フェラガモ
- ショーメ
- ブルガリ
- カルティエ
- ショパール
- トッズ
- ラルフ・ローレン
- トゥミ